# Sarah Silverman
Sarah Kate Silverman (Bedford, 1 de dezembro de 1970) é uma comediante de stand-up, atriz e escritora dos Estados Unidos. 
Sua linha de comédia lida com tópicos como sátira, tabus sociais e assuntos controversos como racismo, sexismo e religião. Sarah estrela e produz o The Sarah Silverman Program, que estreou em 1 de fevereiro de 2007 no canal de televisão Comedy Central.

## Carreira

### Cinema
| Ano  | Título                            | Título em português                   | Obs.                                |
| ---- | --------------------------------- | ------------------------------------- | ----------------------------------- |
| 1997 | Who's the Caboose?                | Quem é o Caboose                      |                                     |
| 1998 | Overnight Delivery                | Entrega a Domicílio                   |                                     |
| 1998 | Bulworth                          | Politicalmente Incorreto              |                                     |
| 1998 | There's Something About Mary      | Quem Vai Ficar com Mary               |                                     |
| 1999 | The Bachelor                      | O Bacharel                            |                                     |
| 2000 | What Planet Are You From?         | Qual Planeta Você É                   |                                     |
| 2000 | Screwed                           | Aparafusado                           |                                     |
| 2000 | The Way of the Gun                | A Sangue Frio                         |                                     |
| 2001 | Black Days                        | Dias de Preto                         |                                     |
| 2001 | Say It Isn't So                   | Diga Que Não É Verdade                |                                     |
| 2001 | Heartbreakers                     | Doçe Trapaça                          |                                     |
| 2001 | Evolution                         | Evolução                              |                                     |
| 2002 | Run Ronnie Run                    | Corre Ronnie Corre                    |                                     |
| 2003 | School of Rock                    | Escola de Rock                        |                                     |
| 2003 | Bad Santa                         | Papai Noel às Avessas                 | Cena deletada                       |
| 2004 | Hair High                         | Hair High                             | Voz                                 |
| 2005 | The Aristocrats                   | Os Aristocratas                       | Documentário                        |
| 2005 | Sarah Silverman: Jesus Is Magic   | Sarah Silverman: Jesus É Mágico       |                                     |
| 2005 | Rent                              | Rent: Os Boêmios                      |                                     |
| 2006 | I Want Someone to Eat Cheese With | Eu Quero Alguém Com Quem Comer Queijo |                                     |
| 2006 | School for Scoundrels             | Escola para Canalhas                  |                                     |
| 2007 | Fired!                            | Demitido!                             | Documentário                        |
| 2007 | Certifiably Jonathan              | Cerfialmente Jonathan                 | Documentário                        |
| 2007 | Futurama: Bender's Big Score      | Futurama - O Grande Golpe de Bender   | Voz                                 |
| 2008 | Super High Me                     | Super High Me                         | Documentário, participação especial |
| 2009 | Funny People                      | Tá Rindo do Quê                       | Participação especial               |
| 2010 | Saint John of Las Vegas           | Saint John de Las Vegas               |                                     |
| 2011 | Peep World                        | Peep World                            |                                     |
| 2011 | The Muppets                       | Os Muppets                            | Participação especial               |
| 2011 | Take This Waltz                   | Entre o Amor e a Paixão               |                                     |
| 2012 | Wreck-It Ralph                    | Detona Ralph                          | Voz                                 |
| 2017 | The Book of Henry                 | Sheila                                |                                     |

### Curtas-metragens
| Ano  | Título                 | Obs.                |
| ---- | ---------------------- | ------------------- |
| 2002 | Strippers Pole         |                     |
| 2004 | Nobody's Perfect       |                     |
| 2004 | Supermarket            |                     |
| 20?? | Give The Jew Girl Toys | Videoclipe satírico |
| -    | Death to all but metal | Videoclipe          |
| -    | Confetti               | Videoclipe          |

### Televisão
| Ano       | Título                               | Papel                   | Obs                                                                   |
| --------- | ------------------------------------ | ----------------------- | --------------------------------------------------------------------- |
| 1993-1994 | Saturday Night Live                  | Roteirista e intérprete |                                                                       |
| 1995      | Mr. Show                             | Diversos                |                                                                       |
| 1994-1996 | The Larry Sanders Show               | Wendy                   |                                                                       |
| 1996      | Star Trek: Voyager                   | Rain Robinson           | Dois episódios                                                        |
| 1997      | Brotherly Love                       | Rosa                    |                                                                       |
| 1997      | Seinfeld                             | Emily                   | Namorada de Kramer                                                    |
| 1997      | JAG                                  | Tenente Schiparelli     |                                                                       |
| 1998      | Dr. Katz, Professional Therapist     | Ela própria             |                                                                       |
| 1999      | Late Last Night                      |                         |                                                                       |
| 2000-2007 | Futurama                             | Voz                     | Dois episódios                                                        |
| 2002-2004 | Greg the Bunny                       | Alison Kaiser           | Voz                                                                   |
| 2002-2007 | Crank Yankers                        | Diversos                | Voz                                                                   |
| 2003      | Frasier                              | Jane                    | "Maris Returns"                                                       |
| 2003-2004 | Celebrity Poker Showdown             | Ela própria             | Duas aparições                                                        |
| 2004      | Pilot Season                         |                         | Minissérie                                                            |
| 2004      | Entourage                            | Ela própria             |                                                                       |
| 2004      | Aqua Teen Hunger Force               | Robositter              | Voz                                                                   |
| 2004      | Drawn Together                       | Prima Bleh              |                                                                       |
| 2004      | Monk                                 | Marci Maven             |                                                                       |
| 2005      | American Dad!                        | Voz                     | Stan Knows Best                                                       |
| 2005      | Tom Goes to the Mayor                | Voz                     | ("Pipe Camp", episódio 11)                                            |
| 2006      | Comic Relief                         | Ela própria             | Stand-up                                                              |
| 2007      | Monk                                 | Marci Maven             | Seu segundo episódio                                                  |
| 2007      | The Andy Milonakis Show              | Ela própria             |                                                                       |
| 2007-2010 | The Sarah Silverman Program          | Sarah Silverman         | Indicado – Emmy Award de atriz de destaque em série de comédia (2009) |
| 2008      | Monk                                 | Marci Maven             | "Mr. Monk's 100th Case"                                               |
| 2008      | 8 out of 10 cats                     | Ela própria             |                                                                       |
| 2008      | Friday Night with Jonathan Ross      | Ela própria             |                                                                       |
| 2008      | The Comedy Central Roast - Bob Saget | Ela própria             | Mensagem pré-gravada de vídeo                                         |
| 2010      | The Simpsons                         | Nikki                   | "Stealing First Base"                                                 |
| 2010      | Warren The Ape                       | Ela própria             |                                                                       |
| 2011      | Bob's Burgers                        | Ollie                   | Dois episódios                                                        |
| 2011      | The Good Wife                        | Stephanie Engler        | "Getting Off"                                                         |
| 2011      | The League                           | Heather Nowzick         | "Thanksgiving"                                                        |
| 2012      | Louie (série)                        | Ela própria             | "Ikea/Piano Lesson"                                                   |
| 2013      | Masters of Sex                       | Hellen                  | "2ª Temporada"                                                        |